# Saison 2024-2025 du Racing Club de Lens
 (mai 2025).
Dernière mise à jour : 17 mai 2025.
Chronologie
Saison précédente Saison suivante
La saison 2024-2025 du Racing Club de Lens, club de football professionnel français, est la 63e saison du club au sein de la Ligue 1, première division française. C'est la cinquième année en Ligue 1 depuis 2020. Lors de la saison précédente (2023/2024), le club termine à la septième place.
L'actionnaire Joseph Oughourlian de la société Solférino est propriétaire du club depuis 2016. L'équipe est entraînée par Will Still à la suite du départ de Franck Haise.       
Pierre Sage devient l'entraîneur pour la saison qui débute en août 2025 suite au départ de Will Still pour l'Angleterre.       

## Effectif professionnel actuel
Le tableau suivant dresse la liste des joueurs faisant partie de l'effectif lensois pour la saison 2024-2025.
Note : Les numéros 12 et 17 ont été retirés par le club. En effet, le 12 représente le public lensois et le 17 le numéro que portait Marc-Vivien Foé, mort subitement le 26 juin 2003.

## Tableau des transferts
| Nat.     | Nom                 | Poste      | Transfert                          | Fin du contrat | Provenance/Destination                                  | Championnat                                             | Réf.     |
| Arrivées | Arrivées            | Arrivées   | Arrivées                           | Arrivées       | Arrivées                                                | Arrivées                                                | Arrivées |
| -------- | ------------------- | ---------- | ---------------------------------- | -------------- | ------------------------------------------------------- | ------------------------------------------------------- | -------- |
|          | Hervé Koffi         | Gardien    | Transfert (2,5 M€)                 | 2028           | Royal Charleroi SC                                      | Jupiler Pro League                                      | [ 4 ]    |
|          | Stijn Spierings     | Milieu     | Retour de prêt                     | 2027           | Toulouse FC                                             | Ligue 1                                                 |          |
|          | Adam Buksa          | Attaquant  | Retour de prêt                     | 2027           | Antalyaspor                                             | Süper Lig                                               |          |
|          | Óscar Cortés        | Attaquant  | Retour de prêt                     | 2028           | Rangers FC                                              | Scottish Premiership                                    |          |
|          | Julien Le Cardinal  | Défenseur  | Retour de prêt                     | 2025           | Stade brestois                                          | Ligue 1                                                 |          |
|          | Łukasz Poręba       | Milieu     | Retour de prêt                     | 2027           | Hambourg SV                                             | 2. Bundesliga                                           |          |
|          | Rémy Labeau-Lascary | Attaquant  | Retour de prêt                     | 2026           | Stade lavallois                                         | Ligue 2                                                 |          |
|          | Mamadou Camara      | Milieu     | Retour de prêt                     | 2024           | AS Nancy-Lorraine                                       | National                                                |          |
|          | Will Still          | Entraîneur | Libre                              | 2027           | Sans club (dernier : Stade de Reims ( Ligue 1))         | Sans club (dernier : Stade de Reims ( Ligue 1))         | [ 1 ]    |
|          | Jhoanner Chávez     | Défenseur  | Levée de l'option d'achat (4,5 M€) | 2028           | EC Bahia                                                | Serie A                                                 | [ 5 ]    |
|          | Malang Sarr         | Défenseur  | Libre                              | 2026           | Chelsea FC                                              | Premier League                                          | [ 6 ]    |
|          | Denis Petrić        | Gardien    | Libre                              | 2025           | FC Nantes                                               | Ligue 1                                                 | [ 7 ]    |
|          | Hamzat Ojediran     | Milieu     | Transfert (1,3 M€)                 | 2028           | Debrecen VSC                                            | Nemzeti Bajnokság I                                     | [ 8 ]    |
|          | Mbala Nzola         | Attaquant  | Prêt avec OA                       | 2025           | ACF Fiorentina                                          | Serie A                                                 | [ 9 ]    |
|          | Alpha Diallo        | Milieu     | Libre                              | 2027           | FC Girondins de Bordeaux                                | National 2                                              | [ 10 ]   |
|          | Sidi Bane           | Défenseur  | Transfert (300k €)                 | 2028           | FK BATE Borisov                                         | Vycheïchaïa Liha                                        | [ 11 ]   |
|          | Anass Zaroury       | Attaquant  | Transfert (9 M€)                   | 2028           | Burnley AFC                                             | EFL Championship                                        | [ 12 ]   |
|          | Martín Satriano     | Attaquant  | Prêt avec OA                       | 2025           | Inter Milan                                             | Serie A                                                 | [ 13 ]   |
| Départs  |                     |            |                                    |                |                                                         |                                                         |          |
|          | Jean-Louis Leca     | Gardien    | Retraite                           | 2025           | Rejoint la gouvernance en tant que coordinateur sportif | Rejoint la gouvernance en tant que coordinateur sportif | ,        |
|          | Łukasz Poręba       | Milieu     | Transfert (1 M€)                   | 2027           | Hambourg SV                                             | 2. Bundesliga                                           | [ 16 ]   |
|          | Franck Haise        | Entraîneur | Contrat dans un autre club (2 M€)  | 2027           | OGC Nice                                                | Ligue 1                                                 | [ 17 ]   |
|          | Óscar Cortés        | Attaquant  | Prêt avec OA                       | 2025           | Rangers FC                                              | Premiership                                             | [ 18 ]   |
|          | Julien Le Cardinal  | Défenseur  | Transfert (1,7 M€)                 | 2027           | Stade brestois                                          | Ligue 1                                                 | [ 19 ]   |
|          | Ibrahima Baldé      | Attaquant  | Libre                              | 2027           | Rodez AF                                                | Ligue 2                                                 | [ 20 ]   |
|          | Adam Buksa          | Attaquant  | Transfert (4 M€)                   | 2028           | FC Midtjylland                                          | Superligaen                                             | [ 21 ]   |
|          | Morgan Guilavogui   | Attaquant  | Prêt avec OA                       | 2025           | FC St. Pauli                                            | Bundesliga                                              | [ 22 ]   |
|          | Yannick Pandor      | Gardien    | Prêt                               | 2025           | US Boulogne CO                                          | National                                                | [ 23 ]   |
|          | Elye Wahi           | Attaquant  | Transfert (35 M€)                  | 2028           | Olympique de Marseille                                  | Ligue 1                                                 | [ 24 ]   |
|          | Anthony Bermont     | Milieu     | Prêt                               | 2025           | FC Annecy                                               | Ligue 2                                                 | [ 25 ]   |
|          | Stijn Spierings     | Milieu     | Transfert / Libération de contrat  | 2027           | Brøndby IF                                              | Superligaen                                             | [ 26 ]   |
|          | Massadio Haïdara    | Défenseur  | Libération de contrat              | 2025           | Stade brestois 29                                       | Ligue 1                                                 | [ 27 ]   |
|          | Ayanda Sishuba      | Milieu     | Transfert (2,5 M€)                 | 2026           | Hellas Vérone FC                                        | Serie A                                                 | [ 28 ]   |
|          | Salis Abdul Samed   | Milieu     | Prêt                               | 2025           | Sunderland AFC                                          | EFL Championship                                        | [ 29 ]   |
|          | Jimmy Cabot         | Défenseur  | Retraite                           | 2026           |                                                         |                                                         | [ 30 ]   |

| Nat.     | Nom                    | Poste                   | Transfert                         | Fin du contrat | Provenance/Destination              | Championnat                         | Réf.     |
| Arrivées | Arrivées               | Arrivées                | Arrivées                          | Arrivées       | Arrivées                            | Arrivées                            | Arrivées |
| -------- | ---------------------- | ----------------------- | --------------------------------- | -------------- | ----------------------------------- | ----------------------------------- | -------- |
|          | Pau López              | Gardien                 | Prêt avec OA                      | 2025           | Olympique de Marseille              | Ligue 1                             | [ 31 ]   |
|          | Goduine Koyalipou      | Attaquant               | Transfert (2 M€)                  | 2028           | CSKA Sofia                          | Parva Liga                          | [ 32 ]   |
|          | Cédric Berthelin       | Entraîneur des gardiens | Transfert                         | -              | Royal Charleroi SC Belgique espoirs | Jupiler Pro League Belgique espoirs | [ 33 ]   |
|          | Mathew Ryan            | Gardien                 | Transfert (800 k€)                | 2025           | AS Rome                             | Serie A                             | [ 34 ]   |
|          | Juma Bah               | Défenseur               | Prêt                              | 2025           | Manchester City FC                  | Premier League                      | [ 35 ]   |
|          | Jeremy Agbonifo        | Attaquant               | Prêt avec OA                      | 2025           | BK Häcken                           | Allsvenskan                         | [ 36 ]   |
|          | Ilan Jourdren          | Gardien                 | Transfert (? M€)                  | 2029           | Montpellier HSC U19                 | National U19                        | [ 37 ]   |
|          | Andrija Bulatović      | Milieu                  | Transfert (2 M€)                  | 2028           | FK Budućnost Podgorica              | Prva Crnogorska Liga                | .        |
|          | Nidal Čelik            | Défenseur               | Transfert (2,5 M€)                | 2029           | FK Sarajevo                         | Premijer Liga                       | [ 39 ]   |
| Départs  |                        |                         |                                   |                |                                     |                                     |          |
|          | Brice Samba            | Gardien                 | Transfert (15 M€)                 | 2028           | Stade rennais FC                    | Ligue 1                             | [ 40 ]   |
|          | Hervé Sekli            | Entraîneur des gardiens | Démission / Libération de contrat | -              | Stade rennais FC                    | Ligue 1                             | [ 40 ]   |
|          | Pau López              | Gardien                 | Prêt annulé                       | 2025           | Retour en prêt au Girona FC         | LaLiga                              | [ 41 ]   |
|          | Sidi Bane              | Défenseur               | Prêt                              | 2025           | FC Annecy                           | Ligue 2                             | [ 42 ]   |
|          | Abdukodir Khusanov     | Défenseur               | Transfert (50 M€)                 | 2027           | Manchester City FC                  | Premier League                      | [ 43 ]   |
|          | Ismaëlo Ganiou         | Défenseur               | Transfert / Libération de contrat | 2025           | Calcio Padoue                       | Serie C                             | ,        |
|          | Kembo Diliwidi         | Attaquant               | Prêt                              | 2025           | Le Mans FC                          | National                            | [ 46 ]   |
|          | Kevin Danso            | Défenseur               | Prêt avec OAO                     | 2027           | Tottenham Hotspur FC                | Premier League                      | [ 47 ]   |
|          | Andrija Bulatović      | Milieu                  | Prêt                              | 2025           | FK Budućnost Podgorica              | Prva Crnogorska Liga                | [ 38 ]   |
|          | Przemysław Frankowski  | Défenseur               | Prêt avec OAO                     | 2028           | Galatasaray SK                      | SüperLig                            | [ 48 ]   |
|          | David Pereira da Costa | Milieu                  | Transfert (7 M€)                  | 2026           | Timbers de Portland                 | Major League Soccer                 | [ 49 ]   |

## Matchs amicaux
| Date            | Horaire | Adversaire          | Lieu                   | Score             | Buteur(s) du RCL                                                                   | Buteur(s) adverse(s)                                     | Affluence         | Lien |
| --------------- | ------- | ------------------- | ---------------------- | ----------------- | ---------------------------------------------------------------------------------- | -------------------------------------------------------- | ----------------- | ---- |
| 6 juillet 2024  | 17h00   | KV Courtrai         | Avion                  | 6 - 3 (4 x 25min) | Saïd (14e), Aguilar (35e), Ganiou (53e), Cabot (72e), Thomasson (90e), Wahi (101e) | Fossum (30e), Qadri (71e), Sissako (86e)                 | /                 |      |
| 12 juillet 2024 | 12h00   | Red Star FC         | Billy-Montigny         | 6 - 0             | Wahi (6e, 15e, 24e) Saïd (55e), Guilavogui (76e), Fulgini (85e)                    | -                                                        | /                 |      |
| 20 juillet 2024 | 15h00   | OH Louvain          | Stade Den Dreef        | 0 - 1             | Saïd (90+13e)                                                                      | -                                                        | /                 |      |
| 27 juillet 2024 | 12h00   | FC Utrecht          | Utrecht                | 2 - 1             | Fulgini (36e)                                                                      | Toornstra (45+1e) Horemans (85e)                         | /                 |      |
| 27 juillet 2024 | 14h00   | FC Utrecht          | Utrecht                | 4 - 5             | Spierings (14e) Saïd (16e, 56e), Labeau-Lascary (65e sp), Pouilly (85e)            | Descotte (9e), Jenner (38e), Blake (48e), Lidberg (72e), | /                 |      |
| 3 août 2024     | 16h00   | Bayer 04 Leverkusen | Stade Bollaert-Delelis | 2 - 2             | Saïd (44e), Gradit (84e)                                                           | Terrier (4e), Wirtz (51e)                                | /                 |      |
| 7 août 2024     | 16h00   | FC Versailles 78    | Avion                  | 3 - 1             | Labeau-Lascary (18e), Danso (51e), Thomasson (69e)                                 | Basque (32e sp)                                          | /                 |      |
| 10 août 2024    | 16h00   | Leicester City FC   | Stade Bollaert-Delelis | 3 - 0             | Danso (47e), Fulgini (52e, 56e)                                                    | -                                                        | 33537 spectateurs |      |

## Championnat de Ligue 1

### Matchs aller

#### Journées 1 à 5
| Entraîneur :     |
| Alexandre Dujeux |

| Entraîneur : |
| Will Still   |

| Entraîneur :     |
| Alexandre Dujeux |

| Entraîneur : |
| Will Still   |

| Entraîneur : |
| Will Still   |

| Entraîneur : |
| Eric Roy     |

| Entraîneur : |
| Will Still   |

| Entraîneur : |
| Eric Roy     |

| Entraîneur : |
| Adi Hütter   |

| Entraîneur :   |
| Will Still 81e |

| Entraîneur : |
| Adi Hütter   |

| Entraîneur :   |
| Will Still 81e |

| Entraîneur : |
| Will Still   |

| Entraîneur : |
| Pierre Sage  |

| Entraîneur : |
| Will Still   |

| Entraîneur : |
| Pierre Sage  |

| Entraîneur :   |
| Julien Stéphan |

| Entraîneur : |
| Will Still   |

| Entraîneur :   |
| Julien Stéphan |

| Entraîneur : |
| Will Still   |

#### Journées 6 à 10
| Entraîneur :   |
| Will Still 84e |

| Entraîneur : |
| Franck Haise |

| Entraîneur :   |
| Will Still 84e |

| Entraîneur : |
| Franck Haise |

| Entraîneur :  |
| Liam Rosenior |

| Entraîneur : |
| Will Still   |

| Entraîneur :  |
| Liam Rosenior |

| Entraîneur : |
| Will Still   |

| Entraîneur :       |
| Olivier Dall'Oglio |

| Entraîneur : |
| Will Still   |

| Entraîneur :       |
| Olivier Dall'Oglio |

| Entraîneur : |
| Will Still   |

| Entraîneur : |
| Will Still   |

| Entraîneur :  |
| Bruno Genesio |

| Entraîneur : |
| Will Still   |

| Entraîneur :  |
| Bruno Genesio |

| Entraîneur : |
| Luis Enrique |

| Entraîneur :     |
| Will Still 45+4e |

| Entraîneur : |
| Luis Enrique |

| Entraîneur :     |
| Will Still 45+4e |

#### Journées 11 à 15
| Entraîneur : |
| Will Still   |

| Entraîneur :      |
| Antoine Kombouaré |

| Entraîneur : |
| Will Still   |

| Entraîneur :      |
| Antoine Kombouaré |

| Entraîneur : |
| Will Still   |

| Entraîneur :     |
| Roberto De Zerbi |

| Entraîneur : |
| Will Still   |

| Entraîneur :     |
| Roberto De Zerbi |

| Entraîneur : |
| Luka Elsner  |

| Entraîneur : |
| Will Still   |

| Entraîneur : |
| Luka Elsner  |

| Entraîneur : |
| Will Still   |

| Entraîneur : |
| Will Still   |

| Entraîneur :      |
| Jean-Louis Gasset |

| Entraîneur : |
| Will Still   |

| Entraîneur :      |
| Jean-Louis Gasset |

| Entraîneur :         |
| Christophe Pélissier |

| Entraîneur : |
| Will Still   |

| Entraîneur :         |
| Christophe Pélissier |

| Entraîneur : |
| Will Still   |

#### Journées 16 à 17
| Entraîneur : |
| Will Still   |

| Entraîneur :           |
| Carles Martínez Novell |

| Entraîneur : |
| Will Still   |

| Entraîneur :           |
| Carles Martínez Novell |

| Entraîneur :  |
| Didier Digard |

| Entraîneur : |
| Will Still   |

| Entraîneur :  |
| Didier Digard |

| Entraîneur : |
| Will Still   |

### Matchs retour

#### Journées 18 à 22
| Entraîneur : |
| Will Still   |

| Entraîneur : |
| Luis Enrique |

| Entraîneur : |
| Will Still   |

| Entraîneur : |
| Luis Enrique |

| Entraîneur : |
| Will Still   |

| Entraîneur :     |
| Alexandre Dujeux |

| Entraîneur : |
| Will Still   |

| Entraîneur :     |
| Alexandre Dujeux |

| Entraîneur :          |
| Jean-Louis Gasset 26e |

| Entraîneur :   |
| Will Still 26e |

| Entraîneur :          |
| Jean-Louis Gasset 26e |

| Entraîneur :   |
| Will Still 26e |

| Entraîneur : |
| Franck Haise |

| Entraîneur : |
| Will Still   |

| Entraîneur : |
| Franck Haise |

| Entraîneur : |
| Will Still   |

| Entraîneur :   |
| Will Still 46e |

| Entraîneur :  |
| Liam Rosenior |

| Entraîneur :   |
| Will Still 46e |

| Entraîneur :  |
| Liam Rosenior |

#### Journées 23 à 27
| Entraîneur :      |
| Antoine Kombouaré |

| Entraîneur : |
| Will Still   |

| Entraîneur :      |
| Antoine Kombouaré |

| Entraîneur : |
| Will Still   |

| Entraîneur : |
| Will Still   |

| Entraîneur :  |
| Didier Digard |

| Entraîneur : |
| Will Still   |

| Entraîneur :  |
| Didier Digard |

| Entraîneur :     |
| Roberto De Zerbi |

| Entraîneur : |
| Will Still   |

| Entraîneur :     |
| Roberto De Zerbi |

| Entraîneur : |
| Will Still   |

| Entraîneur : |
| Will Still   |

| Entraîneur : |
| Habib Beye   |

| Entraîneur : |
| Will Still   |

| Entraîneur : |
| Habib Beye   |

| Entraîneur :  |
| Bruno Génésio |

| Entraîneur : |
| Will Still   |

| Entraîneur :  |
| Bruno Génésio |

| Entraîneur : |
| Will Still   |

#### Journées 28 à 32
| Entraîneur : |
| Will Still   |

| Entraîneur :    |
| Eirik Horneland |

| Entraîneur : |
| Will Still   |

| Entraîneur :    |
| Eirik Horneland |

| Entraîneur :   |
| Will Still 80e |

| Entraîneur :  |
| Samba Diawara |

| Entraîneur :   |
| Will Still 80e |

| Entraîneur :  |
| Samba Diawara |

| Entraîneur : |
| Éric Roy     |

| Entraîneur : |
| Will Still   |

| Entraîneur : |
| Éric Roy     |

| Entraîneur : |
| Will Still   |

| Entraîneur : |
| Will Still   |

| Entraîneur :         |
| Christophe Pélissier |

| Entraîneur : |
| Will Still   |

| Entraîneur :         |
| Christophe Pélissier |

| Entraîneur :  |
| Paulo Fonseca |

| Entraîneur : |
| Will Still   |

| Entraîneur :  |
| Paulo Fonseca |

| Entraîneur : |
| Will Still   |

#### Journées 33 à 34
| Entraîneur :           |
| Carles Martínez Novell |

| Entraîneur : |
| Will Still   |

| Entraîneur :           |
| Carles Martínez Novell |

| Entraîneur : |
| Will Still   |

| Entraîneur : |
| Will Still   |

| Entraîneur : |
| Adi Hütter   |

| Entraîneur : |
| Will Still   |

| Entraîneur : |
| Adi Hütter   |

### Évolution au classement au cours des journées
| J   | 01 | 02 | 03 | 04 | 05 | 06 | 07 | 08 | 09 | 10 | 11 | 12 | 13 | 14 | 15 | 16 | 17 | 18 | 19 | 20 | 21 | 22 | 23 | 24 | 25 | 26 | 27 | 28 | 29 | 30 | 31 | 32 | 33 | 34 |
| 1er |    |    |    |    |    |    |    |    |    |    |    |    |    |    |    |    |    |    |    |    |    |    |    |    |    |    |    |    |    |    |    |    |    |    |
| 2e  |    |    |    |    |    |    |    |    |    |    |    |    |    |    |    |    |    |    |    |    |    |    |    |    |    |    |    |    |    |    |    |    |    |    |
| 3e  |    |    |    |    |    |    |    |    |    |    |    |    |    |    |    |    |    |    |    |    |    |    |    |    |    |    |    |    |    |    |    |    |    |    |
| 4e  |    | ●  |    | ●  | ●  |    |    |    |    |    |    |    |    |    |    |    |    |    |    |    |    |    |    |    |    |    |    |    |    |    |    |    |    |    |
| 5e  |    |    | ●  |    |    |    |    | ●  | ●  |    |    |    |    |    |    |    |    |    |    |    |    |    |    |    |    |    |    |    |    |    |    |    |    |    |
| 6e  | ●  |    |    |    |    | ●  | ●  |    |    |    |    |    |    |    |    |    |    |    |    | ●  |    |    |    |    |    |    |    |    |    |    |    |    |    |    |
| 7e  |    |    |    |    |    |    |    |    |    | ●  |    |    | ●  | ●  | ●  | ●  | ●  | ●  | ●  |    | ●  |    |    |    |    |    |    |    |    |    |    |    |    |    |
| 8e  |    |    |    |    |    |    |    |    |    |    | ●  |    |    |    |    |    |    |    |    |    |    | ●  | ●  |    | ●  | ●  |    |    |    | ●  | ●  | ●  |    | ●  |
| 9e  |    |    |    |    |    |    |    |    |    |    |    | ●  |    |    |    |    |    |    |    |    |    |    |    | ●  |    |    | ●  | ●  | ●  |    |    |    | ●  |    |
| 10e |    |    |    |    |    |    |    |    |    |    |    |    |    |    |    |    |    |    |    |    |    |    |    |    |    |    |    |    |    |    |    |    |    |    |
| 11e |    |    |    |    |    |    |    |    |    |    |    |    |    |    |    |    |    |    |    |    |    |    |    |    |    |    |    |    |    |    |    |    |    |    |
| 12e |    |    |    |    |    |    |    |    |    |    |    |    |    |    |    |    |    |    |    |    |    |    |    |    |    |    |    |    |    |    |    |    |    |    |
| 13e |    |    |    |    |    |    |    |    |    |    |    |    |    |    |    |    |    |    |    |    |    |    |    |    |    |    |    |    |    |    |    |    |    |    |
| 14e |    |    |    |    |    |    |    |    |    |    |    |    |    |    |    |    |    |    |    |    |    |    |    |    |    |    |    |    |    |    |    |    |    |    |
| 15e |    |    |    |    |    |    |    |    |    |    |    |    |    |    |    |    |    |    |    |    |    |    |    |    |    |    |    |    |    |    |    |    |    |    |
| 16e |    |    |    |    |    |    |    |    |    |    |    |    |    |    |    |    |    |    |    |    |    |    |    |    |    |    |    |    |    |    |    |    |    |    |
| 17e |    |    |    |    |    |    |    |    |    |    |    |    |    |    |    |    |    |    |    |    |    |    |    |    |    |    |    |    |    |    |    |    |    |    |
| 18e |    |    |    |    |    |    |    |    |    |    |    |    |    |    |    |    |    |    |    |    |    |    |    |    |    |    |    |    |    |    |    |    |    |    |

#### Classement
| Rang | Équipe               | Pts | J  | G  | N | P  | Bp | Bc | Diff | Qualification ou relégation                             |
| ---- | -------------------- | --- | -- | -- | - | -- | -- | -- | ---- | ------------------------------------------------------- |
| 6    | Olympique lyonnais   | 57  | 34 | 17 | 6 | 11 | 65 | 46 | +19  | Qualification pour la phase de ligue de la Ligue Europa |
| 7    | RC Strasbourg Alsace | 57  | 34 | 16 | 9 | 9  | 56 | 44 | +12  | Qualification pour les barrages de la Ligue Conférence  |
| 8    | RC Lens              | 52  | 34 | 15 | 7 | 12 | 42 | 39 | +3   |                                                         |
| 9    | Stade brestois 29    | 50  | 34 | 15 | 5 | 14 | 52 | 59 | −7   |                                                         |
| 10   | Toulouse FC          | 42  | 34 | 11 | 9 | 14 | 44 | 43 | +1   |                                                         |

## Coupe de France
| Titulaires :   |                        |       |
|                |                        |       |
| 1              | Hervé Koffi            |       |
| 2              | Przemysław Frankowski  |       |
| 3              | Deiver Machado         | 90e   |
| 4              | Kevin Danso            |       |
| 5              | Abdukodir Khusanov     | 90+6e |
| 6              | Facundo Medina         |       |
| 7              | Adrien Thomasson       | 89e   |
| 8              | Andy Diouf             |       |
| 9              | Mbala Nzola            |       |
| 10             | Neil El Aynaoui        |       |
| 11             | Angelo Fulgini         | 70e   |
|                |                        |       |
| Remplaçants :  |                        |       |
| 12             | David Pereira da Costa | 70e   |
| 13             | Jhoanner Chávez        | 90e   |
| 14             | Florian Sotoca         | 89e   |
| 15             | Hamzat Ojediran        |       |
| 16             | Denis Petrić           |       |
| 17             | Jonathan Gradit        |       |
| 18             | Hervé Boua Dié         |       |
| 19             | Tom Pouilly            |       |
| 20             | Malang Sarr            | 90+6e |
|                |                        |       |
| Entraîneur :   |                        |       |
| Will Still 58e |                        |       |

| Titulaires :  |                    |     |
|               |                    |     |
| 1             | Matvey Safonov     |     |
| 2             | Achraf Hakimi      |     |
| 3             | Nuno Mendes        |     |
| 4             | Willian Pacho      |     |
| 5             | Marquinhos         |     |
| 6             | João Neves         |     |
| 7             | Vitinha            |     |
| 8             | Fabián Ruiz        | 57e |
| 9             | Désiré Doué        | 66e |
| 10            | Ousmane Dembélé    |     |
| 11            | Lee Kang-in        | 66e |
|               |                    |     |
| Remplaçants : |                    |     |
| 12            | Lucas Hernandez    |     |
| 13            | Ibrahim Mbaye      |     |
| 14            | Bradley Barcola    | 66e |
| 15            | Lucas Beraldo      |     |
| 16            | Arnau Tenas        |     |
| 17            | Senny Mayulu       |     |
| 18            | Yoram Zague        |     |
| 19            | Gonçalo Ramos      | 66e |
| 20            | Warren Zaïre-Emery | 57e |
|               |                    |     |
| Entraîneur :  |                    |     |
| Luis Enrique  |                    |     |

| Titulaires :   |                        |       |
|                |                        |       |
| 1              | Hervé Koffi            |       |
| 2              | Przemysław Frankowski  |       |
| 3              | Deiver Machado         | 90e   |
| 4              | Kevin Danso            |       |
| 5              | Abdukodir Khusanov     | 90+6e |
| 6              | Facundo Medina         |       |
| 7              | Adrien Thomasson       | 89e   |
| 8              | Andy Diouf             |       |
| 9              | Mbala Nzola            |       |
| 10             | Neil El Aynaoui        |       |
| 11             | Angelo Fulgini         | 70e   |
|                |                        |       |
| Remplaçants :  |                        |       |
| 12             | David Pereira da Costa | 70e   |
| 13             | Jhoanner Chávez        | 90e   |
| 14             | Florian Sotoca         | 89e   |
| 15             | Hamzat Ojediran        |       |
| 16             | Denis Petrić           |       |
| 17             | Jonathan Gradit        |       |
| 18             | Hervé Boua Dié         |       |
| 19             | Tom Pouilly            |       |
| 20             | Malang Sarr            | 90+6e |
|                |                        |       |
| Entraîneur :   |                        |       |
| Will Still 58e |                        |       |

| Titulaires :  |                    |     |
|               |                    |     |
| 1             | Matvey Safonov     |     |
| 2             | Achraf Hakimi      |     |
| 3             | Nuno Mendes        |     |
| 4             | Willian Pacho      |     |
| 5             | Marquinhos         |     |
| 6             | João Neves         |     |
| 7             | Vitinha            |     |
| 8             | Fabián Ruiz        | 57e |
| 9             | Désiré Doué        | 66e |
| 10            | Ousmane Dembélé    |     |
| 11            | Lee Kang-in        | 66e |
|               |                    |     |
| Remplaçants : |                    |     |
| 12            | Lucas Hernandez    |     |
| 13            | Ibrahim Mbaye      |     |
| 14            | Bradley Barcola    | 66e |
| 15            | Lucas Beraldo      |     |
| 16            | Arnau Tenas        |     |
| 17            | Senny Mayulu       |     |
| 18            | Yoram Zague        |     |
| 19            | Gonçalo Ramos      | 66e |
| 20            | Warren Zaïre-Emery | 57e |
|               |                    |     |
| Entraîneur :  |                    |     |
| Luis Enrique  |                    |     |

## Ligue Conférence
| Entraîneur : |
| Will Still   |

| Entraîneur : |
| Diego Alonso |

| Entraîneur : |
| Will Still   |

| Entraîneur : |
| Diego Alonso |

| Entraîneur : |
| Diego Alonso |

| Entraîneur : |
| Will Still   |

| Entraîneur : |
| Diego Alonso |

| Entraîneur : |
| Will Still   |